# Chiesa di Sant'Andrea (Sant'Andrea Frius)
La chiesa di Sant'Andrea Apostolo, è un edificio religioso situato a Sant'Andrea Frius, centro abitato della Sardegna meridionale. Antica chiesa risalente al XVII secolo, venne demolita verso gli anni 50/60 e al suo posto costruita la chiesa attuale. Consacrata al culto cattolico è sede dell'omonima parrocchia e fa parte dell'arcidiocesi di Cagliari. Nel 1971 venne realizzato il mosaico esterno raffigurante Sant'Andrea Apostolo. Il 2 febbraio 1992, venne dedicato l'altare fisso e l'ambone in granito sardo da parte di mons. Ottorino Pietro Alberti; nel 1995 venne realizzato un affresco dietro l'altare raffigurante la discesa dello Spirito Santo sugli apostoli e Maria. La chiesa si presenta a navata unica con due cappelle.